# 尼古拉斯·亨齐克
尼古拉斯·亨齐克（德語：Nicolas Hunziker；1996年2月23日—）是一名已退役瑞士足球運動員，在場上的位置是前鋒。
亨齐克出身於巴塞爾青訓，2016年9月2日被外借至草蜢至球結束。2017年夏天，他以自由身身份轉投圖恩，簽約三年。
2020年8月18日，24歲的亨齐克宣佈由於受到持續傷患困擾，決定退出足球員生涯。